# Let Northwest Orient Airlines 2
Let 2 společnosti Northwest Orient Airlines byl letoun Boeing 377 Stratocruiser, který se 2. dubna 1956 potopil do Pugetova zálivu nedaleko břehů Seattlu, krátce po vzletu z letiště Seattle-Tacoma International Airport. Všichni lidé na palubě unikli a přežili potopení, na následky zranění ale čtyři pasažéři a jeden steward zemřeli.

## Nehoda
Let 2 odlétal ze SeaTacu krátce po osmé hodině ranní. Letoun měl letět do Portlandu, odkud ho ještě čekaly další cesty, do Chicaga a New Yorku. Nic se nestalo, dokud jeden z pilotů nezatáhl klapky u křídel; letadlo se začalo třepat a samo zatáčet doleva. Kapitán byl přesvědčen, že se klapky dostaly do nesouměrné pozice a snažil se získat kontrolu nad letounem, avšak neúspěšně. A protože myslel, že letadlo nemůže dál letět, chtěl se vrátit na letiště SeaTac nebo na McChordovu leteckou základnu, třepání se ale zhoršilo a letoun začal ztrácet nadmořskou výšku. Posádka se rozhodla, že nejbezpečnější způsob jak vyváznout je přistát v mělkých a tehdy ještě klidných vodách Pugetova zálivu. Pilotovo volání o pomoc vyslyšela Pobřežní stráž Spojených států amerických a také pilot Letectva Spojených států, který se se svým obojživelným letounem Grumman Albatross, stejně jako lodě Pobřežní stráže, dostavil na pomoc k místu přistání.
Kapitánovi letadla se podařilo přistát hladce a i přesto, že celkem prudce dosedl, prostor pro cestující zůstal v celku a tak se všichni mohli bezpečně odebrat ven, většinou použili polštářky ze sedaček aby se neutopili. Pilot Letectva dorazil se svým Albatrossem deset minut po přistání a vyslal lidem záchranné vory, na které se ale dostali jen někteří a zbytek musel čekat na svých polštářcích v mrazivých vodách Pugetova zálivu, než o půl hodiny později dorazí Pobřežní stráž. Čtyři pasažéry, včetně šestiletého chlapce a jeho matky, a jednoho stewarda se ale zachránit nepodařilo, jejich příčinou smrti bylo podchlazení. Letoun se kompletně potopil patnáct minut po přistání v hloubce 130 metrů.

## Vyšetřování

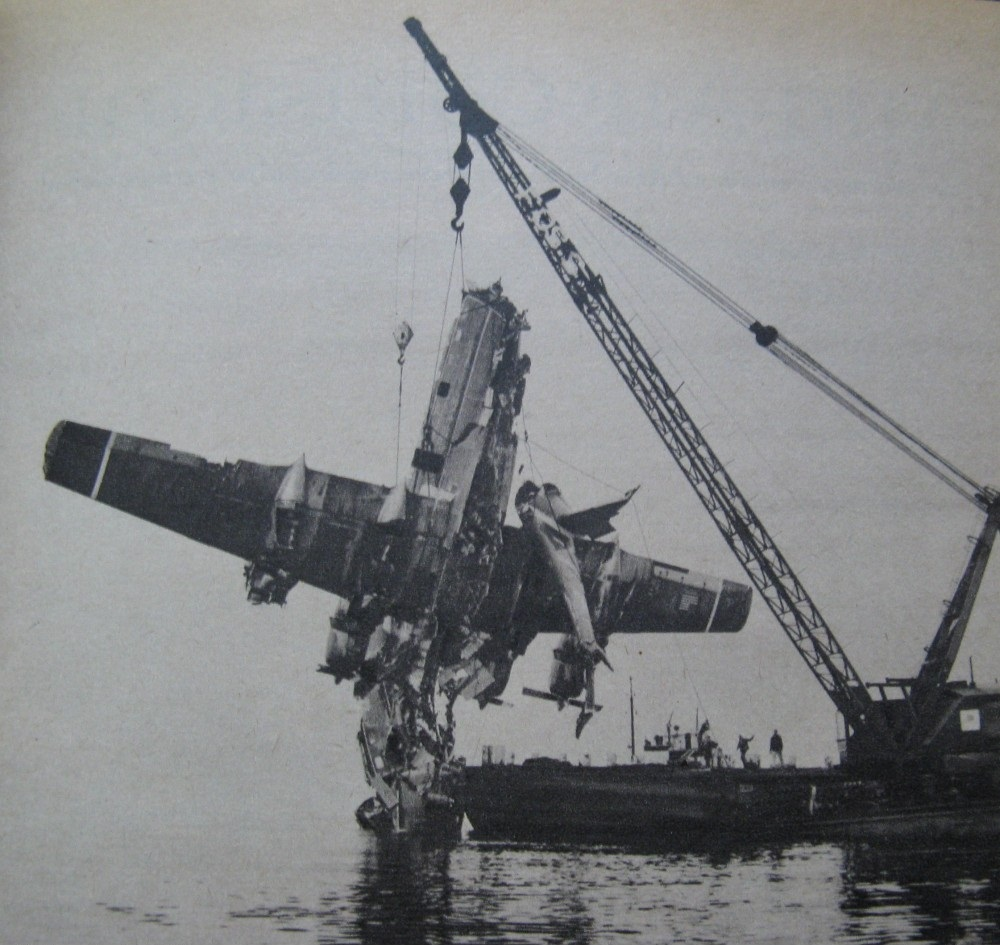
Vyzvednutí vraku Boeingu 377 Stratocruiser letu Northwest Orient Airlines 2

Letečtí vyšetřovatelé zjistili, že nehodu zavinila jediná chyba, kterou udělal jeden z leteckých mechaniků. Motory letounu byly klimatizovány otevřitelnými klapkami krytu, které byly na zadní části motoru a rozptylovaly teplo, jestliže byly otevřené. Když jsou otevřené, tak ale mohou způsobit špatné proudění vzduchu, což může být důležité v některých fázích letu, jako například vzlétnutí, kdy je potřeba co nejvyšší stoupání. Když se před startem kapitán zeptal mechanika, zdali jsou zavřené, mechanik odpověděl, že jsou. Když letadlo vzlétlo a klapky u křídel se stáhly, ztráta stoupání způsobená otevřenými klapkami krytu způsobila přetažení křídel. Vyšetřovatelé z pokusu zjistili, že letoun se všemi klapkami otevřenými by se choval jako Stratocruiser s jedním vypnutým motorem, nebo právě jako potopený Stratocruiser, který byl chvíli ovladatelný, ale svou ovladatelnost po delší době ve vzduchu ztratil. Kapitán byl ale v době letu přesvědčen o tom, že za to mohou nesouměrné klapky křídel, což by způsobilo všechny, kromě těch nejhladších změn pohybu, velice nebezpečné a tak se rozhodl přistát v oceánu.
Vyšetřovatelé také zjistili, že kapitán špatně zjistil problémy, které jeho letadlo mělo, ale že by bylo téměř, jestli ne zcela, nemožné zjistit je správně s informacemi, které měl k dispozici, nebezpečím, kterému čelil a časem, kterého měl málo na rozhodnutí, zdali přistane ve vodě, na McChordově letecké základně, nebo na letišti SeaTac.